# Weigetschlag
Weigetschlag (auch Weigesschlag) ist eine Katastralgemeinde und Ortschaft in der Stadtgemeinde Bad Leonfelden im Mühlviertel in Oberösterreich. Bis 1938 war Weigetschlag eine eigenständige Gemeinde.

## Geographie
Die Katastralgemeinde Weigetschlag erstreckt sich über eine Fläche von 719,44 Hektar. Sie ist Teil des Zählsprengels Bad Leonfelden-Umgebung. In der Katastralgemeinde liegen die Ortschaften Affetschlag, Böheimschlag, Dürnau, Rading, Roßberg, Silberhartschlag und das namensgebende Weigetschlag.
Zur Ortschaft Weigetschlag gehören 31 Adressen (Stand: 1. April 2020). Sie umfasst das gleichnamige Dorf Weigetschlag. Die Ortschaft liegt in den Südlichen Böhmerwaldausläufern und nahe der Staatsgrenze zu Tschechien beim Hohenfurther Sattel.
Das Dorf Weigetschlag befindet sich im Einzugsgebiet des Schildbachs. Bei der Ökofläche der Lesesteinzeilen nordwestlich Weigetschlag handelt es sich um Granit-Steinriegel, die mit Flechten und vor allem an der nördlichen Zeile mit Gehölzen bewachsen sind. Die Ökofläche der Magerwiesenböschung in Weigetschlag, gelegen am Schildbach, ist eine magere Glatthaferwiese mit vielen Zittergräsern und die Ökofläche des Extensivwiesenkomplexes in Weigetschlag eine Rotschwingelwiese mit eingestreuten Felsen.

## Geschichte
Weigetschlag wurde im Jahr 1356 als Weigleinslag urkundlich erwähnt. Der Ortsname stammt vom Personennamen Wīgilī und vom mittelhochdeutschen Rodungsnamen slag für ‚Rodung mit der Axt‘.
Weigetschlag war bis 1938 eine eigenständige Gemeinde. Als ihre Bürgermeister amtierten:
- Lorenz Hochreiter (von 1850 bis 1865)
- Johann Hochreiter (von 1866 bis 1867)
- Michael Hofer (von 1867 bis 1876)
- Alois Wagner (von 1876 bis 1902, bestätigt 1885 und 1897)
- Georg Gabauer (von 1903 bis 1905)
- Alois Wagner (von 1906 bis 1911)
- Georg Gabauer (von 1912 bis 1918)
- Josef Hofer (von 1919 bis 1938)[11]

Im Jahr 1939 wurde Weigetschlag in Bad Leonfelden eingemeindet.

## Kultur und Sehenswürdigkeiten
Durch die Ortschaft führen mehrere, meist schwere Wanderwege: die 35 Kilometer lange Salzstraßen-Runde, die 18,7 Kilometer lange Grenzland-Runde, die 16,3 Kilometer lange Via-Leone-Runde und die 12,5 Kilometer lange Sternsteinhof-Runde. Hinzugekommen zwei Radtour-Strecken: die 21,8 Kilometer lange, mittelschwere Miesenwald-Runde und die 21,8 Kilometer lange Studánky-Runde.
Zwischen den Siedlungen Weigetschlag und Böheimschlag gibt es bei entsprechender Schneelage mehrere Loipen: die 2,9 Kilometer lange, leichte Nordstern-Weigetschlag-Bründlrunde, die 7,6 Kilometer lange, schwere Nordstern-Weigetschlag-DNAsport-Runde und die 6,1 Kilometer lange, mittelschwere Nordstern-Weigetschlag-Raiffeisenrunde.

## Infrastruktur

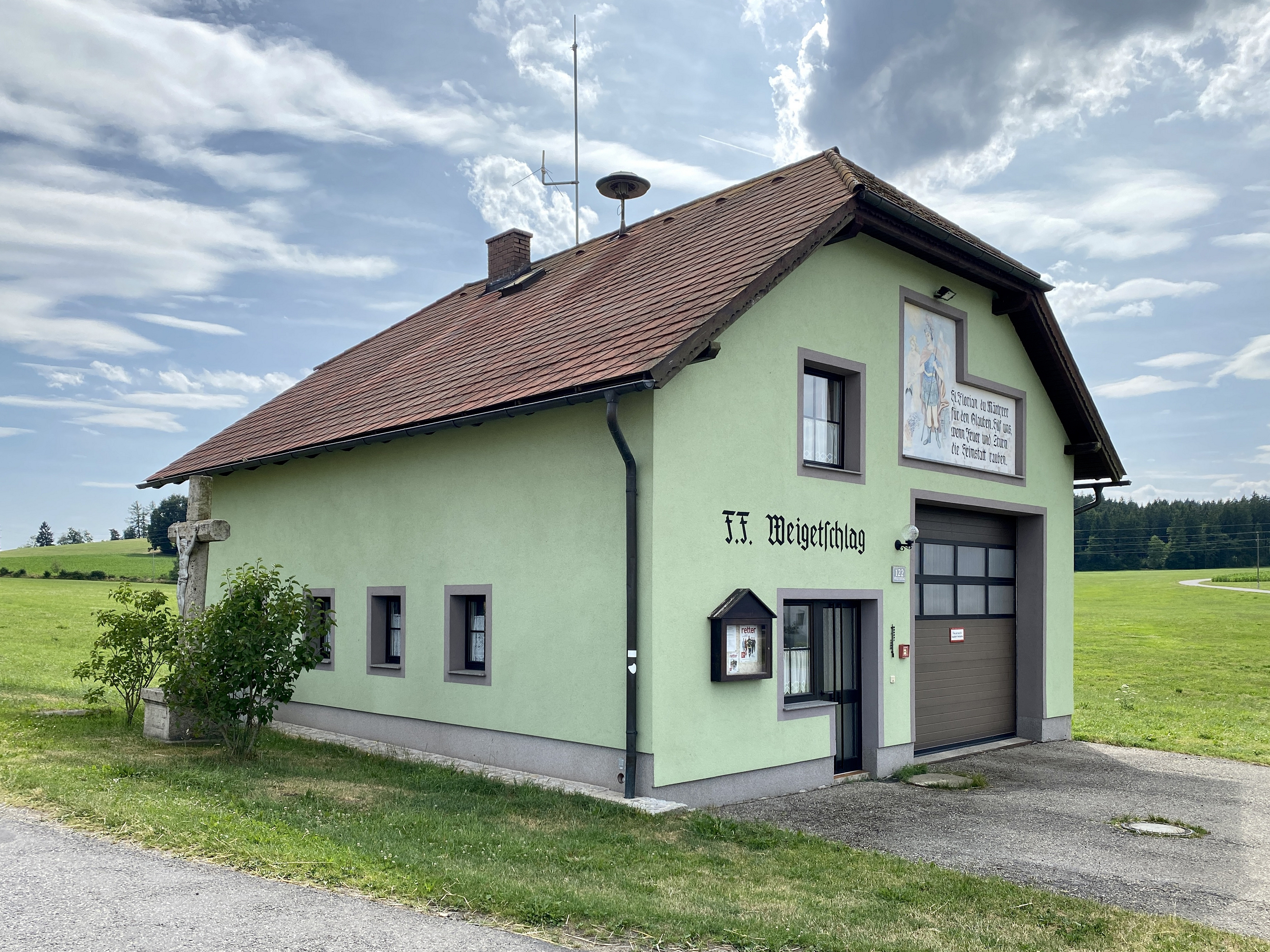
Feuerwehrhaus Weigetschlag

In Weigetschlag gibt es eine Freiwillige Feuerwehr.